# أندرو كونر
أندرو كونر (مواليد 11 مارس 1979) هو ملاكم كندي، مثّل بلاده في الألعاب الأولمبية الصيفية في دورتي 2000 و2004.

## روابط خارجية
أندرو كونر على موقع بوكس ريك (الإنجليزية) (registration required)
- أندرو كونر على موقع أوليمبيديا (الإنجليزية)